# Zygaspis maraisi
Zygaspis maraisi — вид плазунів з родини амфісбенових (Amphisbaenidae). Ендемік Мозамбіку.

## Поширення і екологія
Zygaspis maraisi відомі з типової місцевості, розташованої на півострові Афунгі на крайньому північному сході Мозамбіку, в провінції Кабу-Делгаду, на висоті 17 м над рівнем моря. Вони живуть в сухому рідколіссі, де переважають Strychnos madagascariensis і Xylotheca tettensis, у піщаному ґрунті.